# Pur (Fluss)
Der 389 km lange Pur (russisch Пур) ist ein in den Tasbusen der Karasee mündender Strom in Westsibirien (Russland, Asien). Zusammen mit dem Quellfluss Pjakupur sowie dessen längsten Quellfluss Jangjagun ist der Pur 1024 km lang.

## Geographie
Der Pur entsteht im zentralen Teil des Westsibirisches Tieflandes aus den Quellflüssen Pjakupur (Пякупур) und Aiwassedapur (Айваседапур), etwa 4 km unterhalb der Stadt Tarko-Sale (am Pjakupur). Die Quellflüsse entspringen an der Nordflanke des Höhenzuges Sibirskije uwaly nördlich des Ob-Mittellaufes.
Der Pur durchfließt, auf seiner gesamten Länge auf dem Territorium des Autonomen Kreises der Jamal-Nenzen stark mäandrierend den Nordteil des Westsibirischen Tieflandes und mündet schließlich mit einem über 20 km breiten Delta in den Tasbusen der Karasee.
Die wichtigsten Nebenflüsse sind Trybjacha, Bolschaja Chadyrjacha, Ngarka-Chadytajacha und Njadassaljachadyta von rechts sowie Jamsowei, Jewojacha, Tabjacha und Chadutte von links. Im Einzugsgebiet des Pur gibt es 85.000 Seen mit einer Gesamtfläche von über 11.000 km², davon 1.465 mit einer Fläche von über 1 km².

## Hydrologie
Das Einzugsgebiet des Pur umfasst 112.000 km². Die mittlere Wasserführung beträgt an der Mündung 1.040 m³/s, die maximale (absolute) 10.000 m³/s; 86 Kilometer oberhalb noch 896 m³/s mit einem Minimum von 226 m³/s im April und einem Maximum von 3.979 m³/s im Juni. Nahe der Mündung sind die beiden Hauptarme, der eigentliche Pur und Tojassjo (Тоясё), jeweils etwa einen Kilometer breit und bis zu vier Meter tief. Die Fließgeschwindigkeit beträgt 0,2 m/s.
Der Fluss gefriert von November bis Mai.

## Wirtschaft und Infrastruktur
Der Pur ist auf seiner gesamten Länge schiffbar, ebenso die Quellflüsse Pjakupur auf weiteren 85 km und Aiwassedapur auf 171 km.
Im Einzugsgebiet des Pur liegen wichtige Erdöl- und Erdgaslagerstätten, wie die Gasfelder Urengoi und Gubkinski. Deshalb entstand hier seit den 1970er Jahren eine Reihe von Städten und größeren Siedlungen, darunter Purpe, Gubkinski und Tarko-Sale vorwiegend direkt am Quellfluss Pjakupur. Am Pur selbst liegen die Siedlungen städtischen Typs Korottschajewo und Urengoi.
Durch die Flussniederung führen Eisenbahnstrecke und Straße, welche seit den 1980er Jahren die Öl- und Gasfördergebiete im Norden Westsibirien über Surgut und Tjumen mit der „Außenwelt“ verbinden. Über den Fluss führten bislang nur Pontonbrücken, so bei Urengoi. Inzwischen gibt es die privat finanzierte mautpflichtige Purovsky-Strassenbrücke und die Pontonbrücken wurden eingezogen.